# Adriaen van Swieten

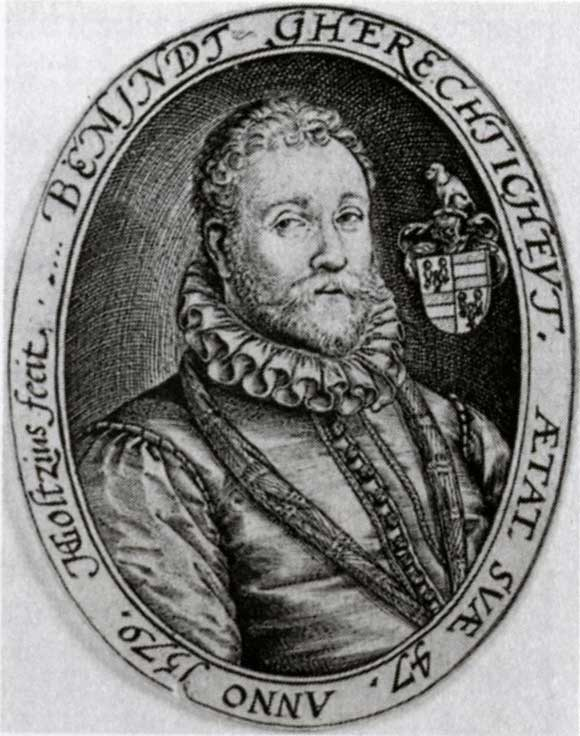
Jonkheer Adriaen van Swieten (ets van Hendrick Goltzius uit 1579)

Adriaen van Swieten (Leiden, 1532 – Gouda, 1584) was een van de leiders van het verzet in het begin van de Tachtigjarige Oorlog tegen de Spanjaarden en een vertrouweling van Willem van Oranje.
Jonkheer Adriaen van Swieten, telg uit een oud adellijk geslacht – de familie van Swieten bezat het kasteel Zwieten bij Zoeterwoude – koos al voor 1568 partij voor Willem van Oranje in zijn verzet tegen de Spanjaarden. Hij vluchtte in 1568 naar Emden en werd door Alva vogelvrij verklaard. Hij nam, als een van de leiders van de watergeuzen, deel aan de verovering van Den Briel op 1 april 1572. Daarna trok hij met een groepje geuzen naar Oudewater. Prinsgezinden in Gouda stuurden Van Swieten een boodschap, dat een van de stadspoorten voor hem in de vroege morgen geopend zou worden. Hij trok de stad binnen en dwong het stadsbestuur te kiezen voor de prins van Oranje. Met slechts twee stuks geschut wist hij het kasteel van Gouda te overmeesteren. Hij werd vervolgens kastelein (slotvoogd) op het kasteel en gouverneur en baljuw van de stad (van 1572 tot 1574 en van 1576 tot 1578). Tijdens zijn afwezigheid in 1577 besloot het stadbestuur het kasteel te slopen. Voordat Van Swieten kon terugkeren was al daadwerkelijk met de sloop begonnen. Van Swieten deelde zijn bevreemding hierover mee aan het stadsbestuur, dat hierop antwoordde dat zijn goederen en papieren met de grootst mogelijk zorg waren beschermd. Van Swieten overleed in 1584 en werd begraven in de Sint-Janskerk van Gouda.

## Trivia
- In Gouda is – bij raadsbesluit van 1 maart 1921 – de Van Swietenstraat naar Adriaen van Swieten vernoemd.
- In Amsterdam Geuzenveld is – bij raadsbesluit van 2 november 1955 – het Adriaan van Swietenhof naar Adriaan van Swieten vernoemd.
- In Oudewater bevindt zich de Jhr. Adriaen van Swietenstraat.